# Cinq Pièces pour violoncelle
Les Cinq Pièces pour violoncelle sont une suite pour violoncelle seul de la compositrice française Michèle Reverdy, écrite en 2004.

## Contexte et création
Michèle Reverdy compose ses Cinq Pièces pour violoncelle en 2004. L'œuvre est commandée par Marc Coppey. Elle est écrite dans l'idée des Suites pour violoncelle seul de Jean-Sébastien Bach, en se basant sur une suite mélodique de six hauteurs : do, mi bémol, la, do dièse, ré, mi. L'œuvre est créée par le commanditaire le 30 avril 2005 à la Chapelle des Dominicains de Dijon.